# Вуглегірська міська рада
Вуглегірська міська рада — орган місцевого самоврядування у Бахмутському районі Донецької області. Адміністративний центр — місто Вуглегірськ.

## Загальні відомості
- Населення міськради: 11940 осіб (станом на 2001 рік)

## Історія
11 грудня 2014 року Верховна Рада України збільшила територію Бахмутського району у тому числі за рахунок передачі до його складу 8533 гектарів земель, що знаходяться у віданні Вуглегірської міської ради Єнакієвської міської ради (у тому числі території міста Вуглегірськ, селища Булавине, селища Грозне, селища Каютине, селища Красний Пахар, селища Савелівка).

## Населені пункти
Міській раді підпорядковані населені пункти:
- м. Вуглегірськ
- с-ще Булавине
- с-ще Грозне
- с-ще Каютине
- с-ще Ступакове
- с-ще Савелівка

## Склад ради
Рада складається з 30 депутатів та голови.
- Голова ради: Мартинов Михайло Олексійович
- Секретар ради: Вишневецька Тетяна Володимирівна

### Керівний склад попередніх скликань
| ПІБ                          | Основні відомості                                                       | Дата обрання | Дата звільнення |
| ---------------------------- | ----------------------------------------------------------------------- | ------------ | --------------- |
| Солдатов Віктор Григорович   | Міський голова, 1951 року народження, позапартійна                      | 26.03.2006   | 31.10.2010      |
| Мартинов Михайло Олексійович | Міський голова, 1974 року народження, освіта вища, член Партії регіонів | 31.10.2010   |                 |

Примітка: таблиця складена за даними джерела

### Депутати
За результатами місцевих виборів 2010 року депутатами ради стали:

#### За суб'єктами висування
| Суб'єкт висування                                       | Кількість обраних депутатів | %    |
| ------------------------------------------------------- | --------------------------- | ---- |
| Партія регіонів                                         | 26                          | 86,7 |
| Комуністична партія України                             | 2                           | 6,7  |
| Політична партія Всеукраїнське об'єднання «Батьківщина» | 1                           | 3,3  |
| Політична партія «Сильна Україна»                       | 1                           | 3,3  |

#### За округами
| № округу                                                | Прізвище, ім'я, по батькові      | Дата визнання обраним | Освіта                    | Партійна приналежність                        | Відомості про обраного депутата                                                                         |
| ------------------------------------------------------- | -------------------------------- | --------------------- | ------------------------- | --------------------------------------------- | --- |
| Комуністична партія України                             |                                  |                       |                           |                                               | |
| б/м                                                     | Шульженко Поліна Іванівна        | 02.11.2010            | Освіта середня            | член Комуністичної партії України             | пенсіонер                                                                                               |
| б/м                                                     | Полупан Галина Іванівна          | 02.11.2010            | Освіта середня            | позапартійна                                  | пенсіонер                                                                                               |
| Партія регіонів                                         |                                  |                       |                           |                                               | |
| б/м                                                     | Кузьменко Анатолій Іванович      | 02.11.2010            | Освіта середня            | член Партії регіонів                          | Центр культури та дозвілля м. Вуглегірська, директор                                                    |
| б/м                                                     | Недава Анатолій Євгенійович      | 02.11.2010            | Освіта вища               | член Партії регіонів                          | ВАТ Оптова приватна технічна компанія, директор                                                         |
| б/м                                                     | Ульяненко Дмитро Валерійович     | 02.11.2010            | Освіта вища               | член Партії регіонів                          | ВАТ «Рутекс», начальник дільниці                                                                        |
| б/м                                                     | Ященко Ірина Миколаївна          | 02.11.2010            | Освіта вища               | член Партії регіонів                          | Виконком Вуглегірської міської ради, спеціаліст 1 категорії                                             |
| б/м                                                     | Богачов Максим Юрійович          | 02.11.2010            | Освіта вища               | позапартійний                                 | тимчасово не працює                                                                                     |
| б/м                                                     | Дубіна Сергій Сергійович         | 02.11.2010            | Освіта вища               | член Партії регіонів                          | приватний підприємець                                                                                   |
| б/м                                                     | Фаюра Антон Петрович             | 02.11.2010            | Освіта вища               | член Партії регіонів                          | тимчасово не працює                                                                                     |
| б/м                                                     | Лядська Лариса Іванівна          | 02.11.2010            | Освіта вища               | член Партії регіонів                          | Комунально-лікувальна профілактична установа «Міська поліклініка» № 6, завідувачка жіночої консультації |
| б/м                                                     | Іутіна Лідія Василівна           | 02.11.2010            | Освіта середня спеціальна | член Партії регіонів                          | Державний земельний відділ м. Єнакієве, заступник начальника відділу                                    |
| б/м                                                     | Поліщук Ігор Валерійович         | 02.11.2010            | Освіта середня            | член Партії регіонів                          | тимчасово не працює                                                                                     |
| б/м                                                     | Ракитянська Олена Олексіївна     | 02.11.2010            | Освіта середня            | член Партії регіонів                          | тимчасово не працює                                                                                     |
| б/м                                                     | Мануйленко Ольга Єгорівна        | 02.11.2010            | Освіта середня спеціальна | член Партії регіонів                          | Центр культури та дозвілля м. Вуглегірська, завідувачка відділу                                         |
| 1                                                       | Вишневецька Тетяна Володимирівна | 02.11.2010            | Освіта вища               | член Партії регіонів                          | Вуглегірська школа-інтернат, вихователь                                                                 |
| 2                                                       | Бумагін Сергій Валентинович      | 02.11.2010            | Освіта середня            | член Партії регіонів                          | СП «Шахта ім. Карла Маркса» ДП «Орджонікідзевугілля»                                                    |
| 3                                                       | Збандут Юрій Миколайович         | 02.11.2010            | Освіта середня            | член Партії регіонів                          | ВАТ «Єнакієвський металургійний завод», електромонтер                                                   |
| 4                                                       | Блодич Павло Олегович            | 02.11.2010            | Освіта вища               | член Партії регіонів                          | Станція швидкої медичної допомоги, завідувач гаражем                                                    |
| 5                                                       | Чертов Костянтин Олександрович   | 02.11.2010            | Освіта вища               | член Партії регіонів                          | тимчасово не працює                                                                                     |
| 6                                                       | Отрощенко Валерій Миколайович    | 02.11.2010            | Освіта середня спеціальна | член Партії регіонів                          | пенсіонер                                                                                               |
| 7                                                       | Бородін Сергій Сергійович        | 02.11.2010            | Освіта вища               | член Партії регіонів                          | ВАТ «Єнакієвський металургійний завод», електромонтер                                                   |
| 8                                                       | Новік Світлана Володимирівна     | 02.11.2010            | Освіта вища               | член Партії регіонів                          | Психіатрична лікарням. Єнакієве, медична сестра                                                         |
| 9                                                       | Стебунова Наталя Вікторівна      | 02.11.2010            | Освіта вища               | член Партії регіонів                          | пенсіонер                                                                                               |
| 10                                                      | Ботавіна Ганна Вікторівна        | 02.11.2010            | Освіта вища               | член Партії регіонів                          | фізична особа-підприємець                                                                               |
| 11                                                      | Шрамко Геннадій Васильович       | 02.11.2010            | Освіта вища               | член Партії регіонів                          | Комунально-лікувальна профілактична установа «Поліклініка № 6», головний лікар                          |
| 12                                                      | Козлітін Денис Олександрович     | 02.11.2010            | Освіта вища               | позапартійний                                 | ТОВ «Укрпромінвестактив», юрис-консульт                                                                 |
| 13                                                      | Сансудінова Сніжана Андріївна    | 02.11.2010            | Освіта вища               | член Партії регіонів                          | Виконком Вуглегірської міської ради, спеціаліст ІІ категорії                                            |
| 15                                                      | Прожога Ірина Олегівна           | 02.11.2010            | Освіта незакінчена вища   | член Партії регіонів                          | приватний підприємець                                                                                   |
| Політична партія Всеукраїнське об'єднання «Батьківщина» |                                  |                       |                           |                                               | |
| 14                                                      | Русанова Ольга Василівна         | 02.11.2010            | Освіта середня спеціальна | член Всеукраїнського об'єднання «Батьківщина» | ВАТ «Єнакіївський металургійний завод», санаторій-профілакторій, сестра-господиня                       |
| Політична партія «Сильна Україна»                       |                                  |                       |                           |                                               | |
| б/м                                                     | Шкреба Сергій Миколайович        | 02.11.2010            | Освіта вища               | позапартійний                                 | ТОВ "Фінанасова компанія «Фінанасовий Дім», начальник відділу                                           |